# Okręg wyborczy nr 43 do Sejmu Rzeczypospolitej Polskiej (1993–2001)
Okręg wyborczy nr 43 do Sejmu Rzeczypospolitej Polskiej (1993–2001) obejmował województwo suwalskie. W ówczesnym kształcie został utworzony w 1993. Wybieranych było w nim 5 posłów w systemie proporcjonalnym.
Siedzibą okręgowej komisji wyborczej były Suwałki.

## Wyniki wyborów
| Podział 5 mandatów: SLD: 2 UP: 1 PSL: 2 |

| Podział 5 mandatów: SLD: 2 AWS: 3 |

## Reprezentanci okręgu
| Sejm | Rok  | Poseł KW                                  | Poseł KW                                  | Poseł KW                                  | Poseł KW                                  | Poseł KW                                  | Poseł KW                                  | Poseł KW                                  | Poseł KW                                  | Poseł KW                                  | Poseł KW                                  |
| ---- | ---- | ----------------------------------------- | ----------------------------------------- | ----------------------------------------- | ----------------------------------------- | ----------------------------------------- | ----------------------------------------- | ----------------------------------------- | ----------------------------------------- | ----------------------------------------- | ----------------------------------------- |
| II   | 1993 |                                           | J. Dziewulski SLD                         |                                           | A. Śmietanko PSL                          |                                           | H. Bogdan PSL                             |                                           | S. Dzienisiewicz SLD                      |                                           | J. Szymański UP                           |
| III  | 1997 |                                           | J. Dziewulski SLD                         | Z. Kobylińska AWS                         |                                           | K. Anuszkiewicz AWS                       | J. Czepułkowski SLD                       |                                           | H. Goryszewski AWS                        |                                           |                                           |
| IV   | 2001 | okręg zniesiony – patrz okręgi nr 24 i 35 | okręg zniesiony – patrz okręgi nr 24 i 35 | okręg zniesiony – patrz okręgi nr 24 i 35 | okręg zniesiony – patrz okręgi nr 24 i 35 | okręg zniesiony – patrz okręgi nr 24 i 35 | okręg zniesiony – patrz okręgi nr 24 i 35 | okręg zniesiony – patrz okręgi nr 24 i 35 | okręg zniesiony – patrz okręgi nr 24 i 35 | okręg zniesiony – patrz okręgi nr 24 i 35 | okręg zniesiony – patrz okręgi nr 24 i 35 |

### Wybory parlamentarne 1993
| Komitet wyborczy                                      | Komitet wyborczy                                     | Głosów | %     | Mandaty | Wybrani posłowie                          |
| ----------------------------------------------------- | ---------------------------------------------------- | ------ | ----- | ------- | ----------------------------------------- |
|                                                       | Sojusz Lewicy Demokratycznej                         | 27 076 | 18,64 | 2       | Jerzy Dziewulski, Stanisław Dzienisiewicz |
|                                                       | Polskie Stronnictwo Ludowe                           | 25 079 | 17,27 | 2       | Andrzej Śmietanko, Henryk Bogdan          |
|                                                       | Unia Pracy                                           | 10 657 | 7,34  | 1       | Janusz Szymański                          |
|                                                       | Katolicki Komitet Wyborczy „Ojczyzna”                | 9773   | 6,73  | –       |                                           |
|                                                       | Bezpartyjny Blok Wspierania Reform                   | 9079   | 6,25  | –       |                                           |
|                                                       | Unia Demokratyczna                                   | 8888   | 6,12  | –       |                                           |
|                                                       | Samoobrona – Leppera                                 | 8323   | 5,73  | –       |                                           |
|                                                       | Porozumienie Centrum                                 | 7287   | 5,02  | –       |                                           |
|                                                       | Konfederacja Polski Niepodległej                     | 7142   | 4,92  | –       |                                           |
|                                                       | Partia X                                             | 6594   | 4,54  | –       |                                           |
|                                                       | Niezależny Samorządny Związek Zawodowy „Solidarność” | 6101   | 4,20  | –       |                                           |
|                                                       | Kongres Liberalno-Demokratyczny                      | 5713   | 3,93  | –       |                                           |
|                                                       | Polskie Stronnictwo Ludowe – Porozumienie Ludowe     | 5336   | 3,67  | –       |                                           |
|                                                       | Unia Polityki Realnej                                | 5320   | 3,66  | –       |                                           |
|                                                       | Koalicja dla Rzeczypospolitej                        | 2879   | 1,98  | –       |                                           |
| Frekwencja: 45,91% Źródło: Państwowa Komisja Wyborcza |                                                      |        |       |         |                                           |

Poniższa tabela przedstawia podział mandatów] dla komitetów wyborczych na podstawie uzyskanych głosów, a następnie obliczonych ilorazów wyborczych na podstawie metody D’Hondta.
| Podział mandatów dla komitetów wyborczych na podstawie metody D’Hondta | Podział mandatów dla komitetów wyborczych na podstawie metody D’Hondta | Podział mandatów dla komitetów wyborczych na podstawie metody D’Hondta | Podział mandatów dla komitetów wyborczych na podstawie metody D’Hondta | Podział mandatów dla komitetów wyborczych na podstawie metody D’Hondta | Podział mandatów dla komitetów wyborczych na podstawie metody D’Hondta | Podział mandatów dla komitetów wyborczych na podstawie metody D’Hondta | Podział mandatów dla komitetów wyborczych na podstawie metody D’Hondta | Podział mandatów dla komitetów wyborczych na podstawie metody D’Hondta | Podział mandatów dla komitetów wyborczych na podstawie metody D’Hondta |
| Komitet wyborczy                                                       | Komitet wyborczy                                                       | Liczba głosów                                                          | Iloraz wyborczy                                                        | Iloraz wyborczy                                                        | Iloraz wyborczy                                                        | Iloraz wyborczy                                                        | Iloraz wyborczy                                                        | Mandaty                                                                | TP                                                                     |
| Komitet wyborczy                                                       | Komitet wyborczy                                                       | Liczba głosów                                                          | /1                                                                     | /2                                                                     | /3                                                                     | /4                                                                     | /5                                                                     | Mandaty                                                                | TP                                                                     |
| ---------------------------------------------------------------------- | ---------------------------------------------------------------------- | ---------------------------------------------------------------------- | ---------------------------------------------------------------------- | ---------------------------------------------------------------------- | ---------------------------------------------------------------------- | ---------------------------------------------------------------------- | ---------------------------------------------------------------------- | ---------------------------------------------------------------------- | ---------------------------------------------------------------------- |
|                                                                        | Sojusz Lewicy Demokratycznej                                           | 27 076                                                                 | 27 076                                                                 | 13 538                                                                 | 9025                                                                   | 6469                                                                   | 5415                                                                   | 2                                                                      | 1,54                                                                   |
|                                                                        | Polskie Stronnictwo Ludowe                                             | 25 079                                                                 | 25 079                                                                 | 12 540                                                                 | 8360                                                                   | 6270                                                                   | 5016                                                                   | 2                                                                      | 1,43                                                                   |
|                                                                        | Unia Pracy                                                             | 10 657                                                                 | 10 657                                                                 | 5329                                                                   | 3552                                                                   | 2664                                                                   | 2131                                                                   | 1                                                                      | 0,61                                                                   |
|                                                                        | Bezpartyjny Blok Wspierania Reform                                     | 9079                                                                   | 9079                                                                   | 4540                                                                   | 3026                                                                   | 2270                                                                   | 1816                                                                   | 0                                                                      | 0,52                                                                   |
|                                                                        | Unia Demokratyczna                                                     | 8888                                                                   | 8888                                                                   | 4444                                                                   | 2963                                                                   | 2222                                                                   | 1778                                                                   | 0                                                                      | 0,51                                                                   |
|                                                                        | Konfederacja Polski Niepodległej                                       | 7142                                                                   | 7142                                                                   | 3571                                                                   | 2381                                                                   | 1786                                                                   | 1428                                                                   | 0                                                                      | 0,41                                                                   |
| Ogółem                                                                 | Ogółem                                                                 | 87 921                                                                 | —                                                                      | —                                                                      | —                                                                      | —                                                                      | —                                                                      | 5                                                                      | 5                                                                      |

### Wybory parlamentarne 1997
| Komitet wyborczy                                      | Komitet wyborczy                          | Głosów | %     | Mandaty | Wybrani posłowie                                                 |
| ----------------------------------------------------- | ----------------------------------------- | ------ | ----- | ------- | ---------------------------------------------------------------- |
|                                                       | Akcja Wyborcza Solidarność                | 45 038 | 33,34 | 3       | Zdzisława Kobylińska, Krzysztof Anuszkiewicz, Henryk Goryszewski |
|                                                       | Sojusz Lewicy Demokratycznej              | 36 532 | 27,04 | 2       | Jerzy Dziewulski, Jerzy Czepułkowski                             |
|                                                       | Unia Wolności                             | 14 280 | 10,57 | –       |                                                                  |
|                                                       | Polskie Stronnictwo Ludowe                | 12 150 | 8,99  | –       |                                                                  |
|                                                       | Unia Pracy                                | 8168   | 6,05  | –       |                                                                  |
|                                                       | Ruch Odbudowy Polski                      | 7262   | 5,38  | –       |                                                                  |
|                                                       | Krajowa Partia Emerytów i Rencistów       | 4249   | 3,15  | –       |                                                                  |
|                                                       | Blok dla Polski                           | 2511   | 1,86  | –       |                                                                  |
|                                                       | Unia Prawicy Rzeczypospolitej             | 2495   | 1,85  | –       |                                                                  |
|                                                       | Krajowe Porozumienie Emerytów i Rencistów | 2403   | 1,78  | –       |                                                                  |
| Frekwencja: 40,80% Źródło: Państwowa Komisja Wyborcza |                                           |        |       |         |                                                                  |

Poniższa tabela przedstawia podział mandatów dla komitetów wyborczych na podstawie uzyskanych głosów, a następnie obliczonych ilorazów wyborczych na podstawie metody D’Hondta.
| Podział mandatów dla komitetów wyborczych na podst. metody D’Hondta | Podział mandatów dla komitetów wyborczych na podst. metody D’Hondta | Podział mandatów dla komitetów wyborczych na podst. metody D’Hondta | Podział mandatów dla komitetów wyborczych na podst. metody D’Hondta | Podział mandatów dla komitetów wyborczych na podst. metody D’Hondta | Podział mandatów dla komitetów wyborczych na podst. metody D’Hondta | Podział mandatów dla komitetów wyborczych na podst. metody D’Hondta | Podział mandatów dla komitetów wyborczych na podst. metody D’Hondta | Podział mandatów dla komitetów wyborczych na podst. metody D’Hondta | Podział mandatów dla komitetów wyborczych na podst. metody D’Hondta |
| Komitet wyborczy                                                    | Komitet wyborczy                                                    | Liczba głosów                                                       | Iloraz wyborczy                                                     | Iloraz wyborczy                                                     | Iloraz wyborczy                                                     | Iloraz wyborczy                                                     | Iloraz wyborczy                                                     | Mandaty                                                             | TP                                                                  |
| Komitet wyborczy                                                    | Komitet wyborczy                                                    | Liczba głosów                                                       | /1                                                                  | /2                                                                  | /3                                                                  | /4                                                                  | /5                                                                  | Mandaty                                                             | TP                                                                  |
| ------------------------------------------------------------------- | ------------------------------------------------------------------- | ------------------------------------------------------------------- | ------------------------------------------------------------------- | ------------------------------------------------------------------- | ------------------------------------------------------------------- | ------------------------------------------------------------------- | ------------------------------------------------------------------- | ------------------------------------------------------------------- | ------------------------------------------------------------------- |
|                                                                     | Akcja Wyborcza Solidarność                                          | 45 038                                                              | 45 038                                                              | 22 519                                                              | 15 013                                                              | 11 260                                                              | 9008                                                                | 3                                                                   | 1,95                                                                |
|                                                                     | Sojusz Lewicy Demokratycznej                                        | 36 532                                                              | 36 532                                                              | 18 266                                                              | 12 177                                                              | 9133                                                                | 7306                                                                | 2                                                                   | 1,58                                                                |
|                                                                     | Unia Wolności                                                       | 14 280                                                              | 14 280                                                              | 7140                                                                | 4760                                                                | 3570                                                                | 2856                                                                | 0                                                                   | 0,62                                                                |
|                                                                     | Polskie Stronnictwo Ludowe                                          | 12 150                                                              | 12 150                                                              | 6075                                                                | 4050                                                                | 3038                                                                | 2430                                                                | 0                                                                   | 0,53                                                                |
|                                                                     | Ruch Odbudowy Polski                                                | 7262                                                                | 7262                                                                | 3631                                                                | 2421                                                                | 1816                                                                | 1452                                                                | 0                                                                   | 0,32                                                                |
| Ogółem                                                              | Ogółem                                                              | 115 262                                                             | —                                                                   | —                                                                   | —                                                                   | —                                                                   | —                                                                   | 5                                                                   | 5                                                                   |